# كور (ليف)

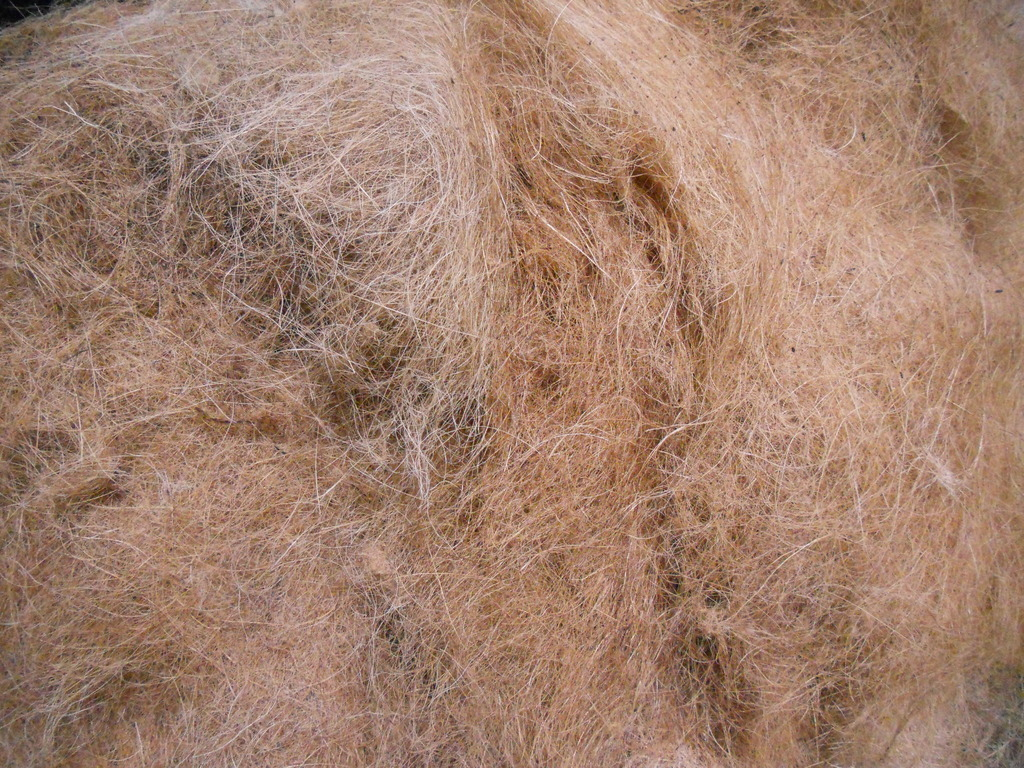
كثبيَّة لألياف الكَور

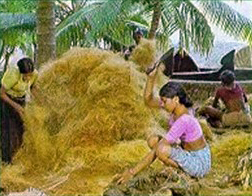
فصل ألياف جوز الهند

الكَوْر أو ألياف جوز الهند هي ألياف طبيعية مستخرجة من القشرة الخارجية لجوز الهند وتستخدم في منتجات مثل الحصير وممسحة الباب والفرش والمراتب. جوز الهند هو المادة الليفية الموجودة بين القشرة الصلبة والداخلية والطبقة الخارجية لجوز الهند. الاستخدامات الأخرى لجوز الهند البني (المصنوع من جوز الهند الناضج) هي في حشوة التنجيد ، والأكياس والبستنة. تُستخدم ألياف جوز الهند التي تُحصَد من ثمار جوز الهند غير الناضجة في صناعة الفرش الدقيقة والخيوط والحبال وشبكات الصيد. وتتميز بميزة الطوف لذلك يمكن استخدامها لمسافات طويلة في المياه العميقة دون أن يؤدي الوزن الإضافي إلى سحب القوارب والعوامات لأسفل.

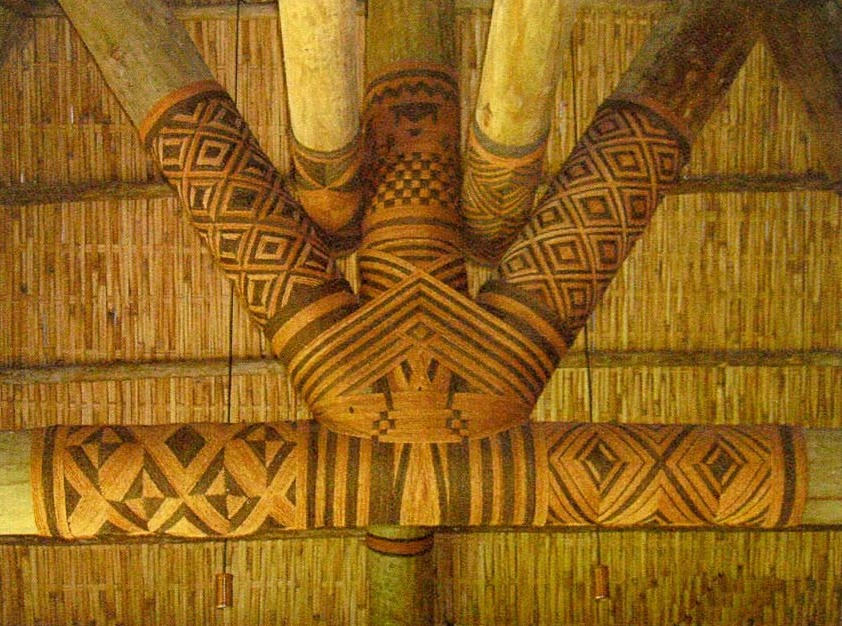
Sennit مصنوع من ألياف جوز الهند المضفرة في منزل تقليدي في فيجي

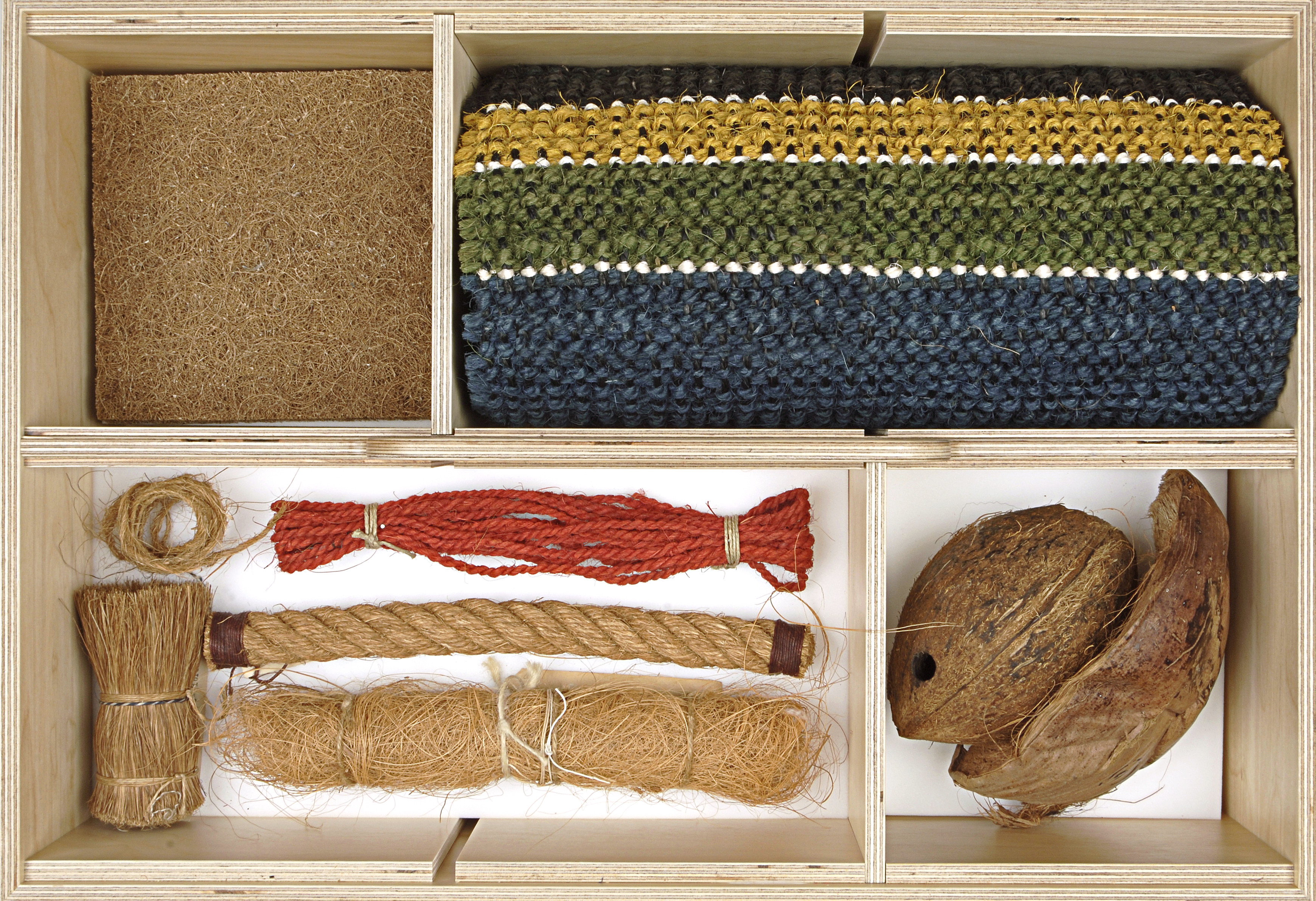
أشكال مختلفة يمكن أن تظهر فيها ألياف جوز الهند

## كبار المنتجين
| دولة       | الوزن ( طن ) |
| ---------- | ------------ |
| الهند      | 586686       |
| فيتنام     | 390541       |
| سريلانكا   | 161،791      |
| تايلاند    | 64.098       |
| غانا       | 39548        |
| باقي الدول | 33960        |
| عالم       | 1،276،624    |